# شهرستان لواننان
شهرستان لواننان (به لاتین: Luannan County) یک منطقهٔ مسکونی در چین است که در تانگشان واقع شده‌است.